# Christoph Fischer (Mediziner)
Christoph Fischer (* 20. März 1958 in Münster) ist ein deutscher Arzt, Journalist und Lehrbeauftragter in den Fächern Journalistik und Medien- und Kommunikationswissenschaften. 

## Leben
Fischer studierte Humanmedizin und Geschichte an der Westfälischen Wilhelms-Universität zu Münster und der Universidad de São Paulo/Brasilien. Er war Wissenschaftlicher Assistent am Institut für Hormon- und Fortpflanzungsforschung in Hamburg, wo er 1986 seine Promotion abschloss, sowie an der Universitätsfrauenklinik Berlin-Charlottenburg. 1991 absolvierte er eine fachärztliche Ausbildung zum Gynäkologen im Allgemeinen Krankenhaus Barmbek, Hamburg. Sechs Jahre klinische Tätigkeit folgten, vorwiegend chirurgisch, gynäkologisch und reproduktionsmedizinisch, bis Fischer in den Journalismus wechselte. 
Von 1989 bis 1990 war Fischer leitender Redakteur der Ärzte Zeitung. 1991 arbeitete er als freier Medizinjournalist in Hamburg und gründete einen medizinischen Fachverlag, sowie 1992 die Agentur MedXpress und war in der redaktionellen Beratung unter anderem für die BILD-Zeitung, die Bild am Sonntag, BUNTE-Illustrierte, MAX (mit eigener Kolumne Wellness) sowie bei der Fernsehsendung Hallo, wie geht’s, bei der er auch die Co-Moderation übernahm, tätig. 
Von 1993 bis 1994 war Fischer Cheflektor bei Ullstein Mosby, Wiesbaden/Berlin, einem Fachverlag für Medizin. 1994 bis 2005 war er Ressortleiter der Redaktion Medizin und ab 2001 Ressortleiter Medizin, Wissenschaft, Kultur der Bundesausgabe der BILD-Zeitung. 
Im Jahr 2001 wurde er zum Lehrbeauftragten der Universität Hamburg im Fachbereich Journalistik berufen, drei Jahre später folgte die Berufung zum Lehrbeauftragten der Westfälischen Wilhelms-Universität Münster für den Fachbereich Medien- und Kommunikationswissenschaften. Seit 2005 arbeitet Fischer außerdem als Lehrbeauftragter an der Hamburg Media School.
Seit 2009 arbeitet Fischer wieder hauptberuflich als Arzt, seit 2021 als Facharzt für Innere Medizin und Allgemeinmedizin in einer Hausarztpraxis in Münster. Weiterhin ist er Gutachter des Medizinischen Dienstes Westfalen-Lippe.